# 盛氣淩人
《盛氣凌人》（日语：なまいきざかり。）是日本漫畫家MIYUKI蜜蜂創作的日本漫畫作品。於《THE花與夢》（白泉社）2013年9月1日号刊載單篇後，於《花與夢》2013年22號至24號進行集中連載，並於《花與夢》2014年3号至2022年2号連載。單行本全23冊。

## 故事簡介
隆北高校男子籃球部的經理 - 町田由希雖然看起來成熟穩重，遇事冷靜，但加入籃球部動機卻不純。這秘密卻偏偏被同社團的學弟 - 成瀨翔發現了，還被看到了軟弱的一面！冷面學姐與狂妄學弟，會迸發出怎樣的火花呢？

## 登場人物

### 主要角色
町田 由希 ( まちだ ゆき )
女主角，高中二年級→大學生。身高155cm，9月12日生日，血型為Ａ型。隆北高校男子籃球部經理。央崎大學籃球部經理，大學在超商打工。在有著三胞胎的弟弟和雙胞胎的妹妹（猶如怪物們激戰區）中長大的長女，需要時常非常冷靜的處理事物。雖然看起來成熟穩重，但其實性格傲嬌，單純內斂，被後輩們視作可靠的大姊姊，初時排斥年下，但後來被成瀨影響逐漸產生感情，交往過程面對成瀨時極其不坦率，表面上看似不在意，其實很容易受成瀨影響，目前和成瀨交往中。
成瀬 翔（ なるせ しょう ）
男主角，高中一年級→大學生。身高185cm，7月25日生日，血型為Ｂ型。隆北高校男子籃球部隊員，後任籃球部隊長，雖然是學弟但卻是籃球部主力。央崎大學籃球隊隊員。非常受學校女生歡迎。親眼目睹由希因為暗戀的籃球部隊長有女朋友而哭泣，瞬間對魔鬼經理感到興趣。不會對年長的前輩使用敬語。由希對他的第一印象是「不想與其扯上關係的狂妄之人」。對由希總是坦率的表達出自己的感情，有著年下男的稚氣也有年上男的成熟，且一直耐心等待由希的感情，目前和由希交往中。
袴田 靜（はかまだ しずか）
高中一年級→大學生。三壽壽高校籃球部主力，央崎大學籃球隊隊員。成瀬兒時的朋友，和成瀨見面時總是會吵架，將成瀨視為＂不想輸給他的對象＂。不擅長和女生交流，喜歡由希，知道由希與成瀨交往，但仍默默守護由希。
諏訪 匠望
大學三年級。央崎大學籃球隊主力。曾在感情上受過傷害，故意裝扮作玩世不恭的模樣，實則專情。和由希是超商打工的同事，也是籃球部前後輩。曾迷戀像媽媽般關心自己的由希，後與追求自己許久的宇佐見風香交往。緊張是講話會有鄉音（和風香告白時）。覺得成瀨很可愛，喜歡鬧成瀨。
宇佐見 風香
大學一年級→大學二年級。央崎大學學生。與由希是大學租屋處的鄰居，兩人關係很好，時常開解彼此的感情事。對諏訪同學一見鍾情，後展開追求，目前與諏訪交往中。

### 其他角色
木戸（きど）
高中三年級→大學生。曾任隆北高校男子籃球部前隊長，由希曾暗戀的前輩。非常關心後輩，就算引退了卻非常關心籃球部。
橋野 莉娜（はしの りな）
高中三年級→大學生。隆北高校男子籃球部前隊長的女朋友。有著天真浪漫和可愛的外表，卻可以面帶微笑謾罵。和由希很合得來。
殿村 肇（とのむら はじめ）
高中二年級→大學生。曾任隆北高校男子籃球部前隊長。
市井 ありさ（いちい ありさ）
高中二年級→大學生。成瀬高中同學、初中時代同學，曾喜歡成瀨。
莊司（しょうじ）
高中二年級→大學生。隆北高校男子籃球部隊員/主力。
雨宮（あまみや）
高中二年級→大學生。隆北高校男子籃球部隊員/主力，同樣就讀央崎大學。
西山（にしやま））
高中二年級→大學生。隆北高校男子籃球部隊員。
阿部（あべ）
高中一年級→大學生。隆北高校男子籃球部隊員，成瀬的同班同學，同樣就讀央崎大學。
姫野 妃美子（ひめの ひみこ）
高中一年級→三年級。隆北高校男子籃球部新經理，非常膽小和害羞，但十分努力，非常憧憬由希，希望能像她一樣而加入籃球部。

## 出版書籍
| 集數 | 白泉社         | 白泉社                                                  | 東立出版社     | 東立出版社             |
| 集數 | 發售日期       | ISBN                                                    | 發售日期       | ISBN                   |
| ---- | -------------- | ------------------------------------------------------- | -------------- | ---------------------- |
| 1    | 2014年5月20日  | ISBN 978-4-592-21331-4                                  | 2015年4月3日   | ISBN 978-986-382-102-1 |
| 2    | 2014年8月20日  | ISBN 978-4-592-21332-1                                  | 2015年6月2日   | ISBN 978-986-382-103-8 |
| 3    | 2014年12月19日 | ISBN 978-4-592-21333-8                                  | 2015年9月25日  | ISBN 978-986-382-730-6 |
| 4    | 2015年5月20日  | ISBN 978-4-592-21334-5                                  | 2015年11月9日  | ISBN 978-986-431-535-2 |
| 5    | 2015年9月18日  | ISBN 978-4-592-21335-2                                  | 2016年1月12日  | ISBN 978-986-462-420-1 |
| 6    | 2016年2月19日  | ISBN 978-4-592-21336-9                                  | 2016年4月21日  | ISBN 978-986-108-540-1 |
| 7    | 2016年6月20日  | ISBN 978-4-592-21337-6                                  | 2017年3月2日   | ISBN 978-986-470-552-8 |
| 8    | 2016年9月20日  | ISBN 978-4-592-21338-3                                  | 2017年6月26日  | ISBN 978-986-482-020-7 |
| 9    | 2017年2月20日  | ISBN 978-4-592-21339-0                                  | 2017年12月28日 | ISBN 978-986-482-794-7 |
| 10   | 2017年7月20日  | ISBN 978-4-592-21340-6 ISBN 978-4-592-10579-4（限定版） | 2018年12月3日  | ISBN 978-986-486-662-5 |
| 11   | 2017年11月20日 | ISBN 978-4-592-21341-3                                  | 2019年10月3日  | ISBN 978-957-26-0188-4 |
| 12   | 2018年2月20日  | ISBN 978-4-592-21342-0                                  | 2019年12月27日 | ISBN 978-957-26-0778-7 |
| 13   | 2018年6月20日  | ISBN 978-4-592-21343-7                                  | 2022年1月7日   | ISBN 978-957-26-1531-7 |
| 14   | 2018年10月19日 | ISBN 978-4-592-21344-4                                  | 2022年9月6日   | ISBN 978-957-26-2136-3 |
| 15   | 2019年2月20日  | ISBN 978-4-592-21345-1 ISBN 978-4-592-21889-0（特装版） | 2023年10月6日  | ISBN 978-957-26-2996-3 |
| 16   | 2019年6月20日  | ISBN 978-4-592-21686-5                                  |                |                        |
| 17   | 2019年10月18日 | ISBN 978-4-592-21687-2                                  |                |                        |
| 18   | 2020年2月20日  | ISBN 978-4-592-21688-9                                  |                |                        |
| 19   | 2020年7月20日  | ISBN 978-4-592-21689-6                                  |                |                        |
| 20   | 2020年12月18日 | ISBN 978-4-592-21690-2 ISBN 978-4-592-22778-6（特装版） |                |                        |
| 21   | 2021年5月19日  | ISBN 978-4-592-22401-3                                  |                |                        |
| 22   | 2021年10月20日 | ISBN 978-4-592-22402-0                                  |                |                        |
| 23   | 2022年3月18日  | ISBN 978-4-592-22403-7 ISBN 978-4-592-22852-3（特装版） |                |                        |

## 外部連結
- なまいきざかり。 ミユキ蜜蜂 | 白泉社 （页面存档备份，存于）
- ミユキ蜜蜂（原作者）的X（前Twitter）
- 町田由希的X（前Twitter）
- 成瀬翔的X（前Twitter）